# Eutrogia inconspicua
Eutrogia inconspicua är en fjärilsart som beskrevs av Alfred Ernest Wileman 1915. Eutrogia inconspicua ingår i släktet Eutrogia och familjen nattflyn. Inga underarter finns listade i Catalogue of Life.